# Colloquy
 (octobre 2021).
Si vous disposez d'ouvrages ou d'articles de référence ou si vous connaissez des sites web de qualité traitant du thème abordé ici, merci de compléter l'article en donnant les références utiles à sa vérifiabilité et en les liant à la section « Notes et références ».
Colloquy est un client IRC et SILC pour Mac OS X. Il est écrit à l'aide du framework Cocoa et utilise ChatKit comme moteur IRC. Il était auparavant basé sur Irssi. L'apparence de ses fenêtres est personnalisable grâce à XSLT (Colloquy utilise le moteur de rendu WebKit d'Apple) et à CSS. Son code source est distribué sous licence GPL. Colloquy utilise nombre de technologies standard Mac OS X : par exemple, sa liste de contacts est intégrée au Carnet d'adresses de Mac OS X.
Colloquy supporte les commandes brutes IRC, mais son grand atout est la présence d'une interface homme-machine très bien conçue et cohérente avec les autres applications Mac.

## Fonctionnalités
- Interface personnalisable grâce aux thèmes ;
- Scriptable par AppleScript ;
- Ajout de greffons possible pour étendre les fonctions du programme ; il existe par exemple un greffon (en) WikipediaLink permettant d'afficher directement dans la fenêtre de dialogue l'introduction d'un article de Wikipédia ou bien de créer un lien cliquable vers un article spécifié à l'aide de la syntaxe Wiki ;
- Transfert de fichiers par DCC ;
- Beaucoup de fonctions peu communes pour un client IRC : liens automatiques vers l'iTunes Store, affichage dynamique de messages répondant à certains critères, ...